# Arthrolytus nanus
Arthrolytus nanus är en stekelart som beskrevs av Askew och Nieves Aldrey 1982. Arthrolytus nanus ingår i släktet Arthrolytus och familjen puppglanssteklar.
Artens utbredningsområde är:
- Frankrike.
- Spanien.

Inga underarter finns listade.